# Takuya Yamada
Takuya Yamada (山田 卓也, Yamada Takuya) est un footballeur japonais né le 24 août 1974 à Tokyo au Japon.